# マススペクトル
マススペクトル (Mass Spectrum, MS) は、質量分析の結果得られる、横軸に質量（正しくはm/z 値）、縦軸に検出強度をとったスペクトルである。試料分子の構造に関係する情報が多く含まれるため、既知物質の同定や新規物質の構造決定に用いられる。
マススペクトルを解釈する上で問題となるのは、主にm/z 値、同位体ピーク、およびフラグメンテーションである。また、質量分析計の性能を評価する基準として質量分解能がある。以下それぞれ概略を記す。

## m/z値
質量分析においては、試料はイオン化され、電界または磁界中で分離される。このとき、イオンが受ける力は質量 m と電荷 z の比、m/z に比例する。したがって、マススペクトルの横軸は質量でなく、m/z の値である。
分子 M をイオン化する際、1価イオン M+ のみでなく、2価イオン M2+ などが生じることがある。この場合、M2+ はマススペクトル上において M の半分の質量 (m/2) を持つ分子のように現れる。このように1より大きな価数 n を持つイオンを多価イオンと呼び、Mn+ と表す。多価イオンは質量の 1/n 倍の値を持って現れる。
また、会合しやすい分子では、2量体や3量体など、多量体の形でイオン化することがある。このようなイオンを会合イオンと呼び、m 量体由来のピークを mM+ と表す。会合イオンは試料質量の整数倍の値をもって現れる。
多価イオンは酸性マトリックスを使ったMALDI法などを用いた際に、また会合イオンはESI法などのイオン化法を用いた際に多く見られる。

## 同位体ピーク
元素によっては複数の同位体を持っている。したがって、単一試料であっても、ピークは単一とならず、特有の分布をもつ。
例として塩素分子 (Cl2) で説明する。塩素原子には安定同位体として塩素35（35Cl、存在率76%）と塩素37（37Cl、存在率24%）がある。したがって、質量が異なる3種類の塩素分子、35Cl2（ノミナル質量70 Da）、35Cl37Cl（ノミナル質量72 Da）、37Cl2（ノミナル質量74 Da）が存在する。これらの分子は質量分析計で容易に分離できるため、塩素分子を測定した場合、マススペクトル上では、それぞれの質量ピークが 100:64:10 の強度比をもった分布として現れる。
このような同位体ピークに由来する分布は、分子の構成原子数が多くなるほど複雑になる。しかし、この同位体分布は試料の分子構造に固有であり、また現在ではChemDraw などのソフトウェアを用いれば、容易に同位体分布を求めることができる（測定装置を作動させるためのソフトウェアに付属していることも多い）。したがって、試料の同定において非常に有効な情報となる。

## フラグメンテーション
試料分子をイオン化する過程は要するに分子からの電子移動であるため、後続反応によって試料が分解することがある。この過程をフラグメンテーションといい、分解したイオンをフラグメントイオンあるいは娘イオンという。フラグメントイオンの生成パターンは分子の構造によって（おおまかにではあるが）決まっており、分類・理論化が行われている。
例えば、分子量102のアルコールをイオン化すると、OH 基（質量17）などは容易に離脱するために、マススペクトル上では分子量85のピークも観測される。
フラグメンテーションは分子構造について有用な情報を与えてくれるが、一般にフラグメントイオンを帰属するのは難しく、特に未知試料の場合はマススペクトルを読む際の障害となる場合が多い。
EI法などのイオン化法はフラグメントが起こりやすく、分子イオンが観測されないことも多いが、MALDI法やESI法では比較的起こりにくい。このため後者をソフトなイオン化法と呼ぶ。

## 分解能
質量分析計がどれだけ近い m/z 値を持つ2つのピークを十分に分離できるか、ということを示す値に分解能 R がある。R が大きいほど小さな質量差のピークを分離して検出することができる。高分解能の装置を用いれば、一酸化炭素（CO、質量27.9949）、窒素分子（N2、質量28.0061）、エチレン（C2H4、分子量28.0313）も別個の質量を持った分子として観測できる。小数点以下4桁以上の精度で得られたマススペクトルは高分解能質量分析スペクトル（HRMS、ハイマス、ミリマス）と呼ばれ、化合物の同定に用いられる。